# Christian Robert von Schantz
Christian Robert von Schantz, född 8 oktober var 1722 i Stockholm, död natten mellan den 11 och 12 september 1780 på Mälby sätesgård, var en svensk militär verksam inom Fortifikationen.

## Biografi
Christian Robert von Schantz föddes som det äldsta barnet till hovjunkaren Ludvig von Schantz (1695–1730) och hans hustru bruksägaren Eva Maria von Schantz född Petre (1703–1798). Den 8 juni 1736 skrevs han in vid Uppsala universitet tillsammans med sin bror Jakob Ludvig von Schantz.
1743 började Christian Robert von Schantz som volontär vid fortifikationen där han bland annat tjänstgjorde vid Vaxholm och fästningsarbetet där. Den 8 december 1744 blev han invald som ämnessven i Kungliga Vetenskapsakademin. 1747 blev han befordrad till konduktör inom fortifikationen. 1748 blev han kommenderad till nya fästningsbyggandet i Lovisa i Finland. Några år tidigare, 1743 efter Åbofreden, hade Sveriges östgräns dragits om och staden Lovisa grundades 1745 vid den dåvarande gränsen mellan Sverige och Ryssland under namnet Degerby. 1752 bytte staden namn till Lovisa efter drottning Lovisa Ulrika. Sjöfästningen Svartholm började uppföras 1747 vid inloppet av Lovisaviken för att organisera försvaret av Finland och som en tvillingfästning och en utpost till Sveaborgs fästning utanför Helsingfors. Tillsammans med tre andra officerare ledde Christian Robert von Schantz byggarbetet av Svartholms fästning och de fick alla var sin bastion uppkallad efter sig: bastion von Schantz, Röök, Nordenskiöld och Qveckfelt. 1754 blev Christian Robert befordrad till löjtnant och 1755 till kapten.
I Krigsarkivets kart- och ritningssamlingar finns alster bevarade av Christian Robert von Schantz, bland annat en plan över Lovisas befästningar och kronobyggnader från 1755 ritad i samarbete med Fabian Casimir Wrede.
Christian Robert von Schantz tog avsked med majors karaktär den 11 augusti 1767 några månader innan sin 45-årsdag.

## Familj
Christian Robert von Schantz gifte sig den 24 november 1756 i Lovisa med änkan Anna Margareta Weckström i hennes 2:a gifte (gift 1:o med handlanden Thomas Clayhill), född den 18 februari 1732, död den 25 juni 1801 i Stockholm. Tillsammans fick de tio barn - sju söner och tre döttrar. 1765 flyttade familjen till Mälby sätesgård i Roslags-Kulla socken i Uppland. Gården hade hans mor köpt tillsammans med Vira bruk samma år åt sin son att bebo och bruka som inkomst efter tjänstgöringen inom det militära.